# RedeTV!
RedeTV! é uma rede de televisão comercial brasileira com sede em Osasco, município da Região Metropolitana de São Paulo, pertencente ao Grupo Amilcare Dallevo e ao Grupo Marcelo de Carvalho. As suas transmissões se iniciaram em 15 de novembro de 1999, seis meses após a compra das concessões das cinco emissoras próprias da extinta Rede Manchete pelos empresários Amilcare Dallevo Jr. e Marcelo de Carvalho, sócios da TeleTV. As referidas emissoras, que possuem as suas concessões para as cidades de São Paulo, Rio de Janeiro, Belo Horizonte, Recife e Fortaleza, compõem a RedeTV! desde a sua inauguração.
Além de suas cinco emissoras próprias, a RedeTV! conta com 62 estações afiliadas e mais de 600 retransmissoras em todo território brasileiro, sendo disponibilizada através de sinal aberto, aos lares com antenas parabólicas, em operadoras de televisão por assinatura. (cabo e satélite), além da transmissão por streaming no seu portal de internet, hospedado pelo UOL. No mesmo portal, também se encontram os vídeos das produções exibidas pela emissora, além de conteúdos exclusivos para a web.
A programação da emissora é voltada principalmente ao entretenimento, com diversos programas direcionados a segmentos específicos: humorísticos, talk shows, jornalísticos, esportivos, séries e femininos. Para as produções que compõem a sua programação, a RedeTV! conta com um complexo de estúdios, o CTD de Osasco, inaugurado em 2009. Anteriormente, as suas produções eram realizadas em um galpão localizado em Alphaville, bairro nobre na cidade de Barueri, onde concentrava suas operações desde sua inauguração em 1999. Futuramente a rede pretende incluir em sua grade produções dramatúrgicas próprias como minisséries e telenovelas, além de inaugurar novos estúdios em seu complexo de TV.

## História

### Antecedentes
Com a conta estourada e sem dinheiro para pagar os salários atrasados de seus funcionários, a Rede Manchete se viu obrigada a ser vendida. Em 7 de maio de 1999, véspera do dia da compra da Rede Manchete, o presidente do Grupo Bloch, Pedro Jack Kapeller, o "Jaquito", viajou para Brasília para ter um encontro com o grupo Diários Associados. Segundo o próprio Kapeller, o encontro não ocorreu, mas a chegada dele na cidade foi o suficiente para espalhar o boato de que os Bloch estariam tentando negociar a venda da emissora para os antigos proprietários da TV Tupi, ligados ao então ministro das comunicações, Pimenta da Veiga. Revoltados, os funcionários decidiram invadir, no final da tarde, as instalações da Manchete no Rio de Janeiro, o saguão da emissora e iniciar uma greve de fome. A intenção era pressionar Kapeller a assinar o contrato de venda da TV. Na invasão, houve tumulto entre funcionários e seguranças. Um vidro da porta chegou a ser quebrado e policiais militares tiveram que intervir. Kapeller chegou, aceitou conversar e assinou documento garantindo que o contrato seria assinado.
Em 14 de maio, o ministro Pimenta da Veiga assina o decreto transferindo o controle acionário da Rede Manchete para o grupo paulista TeleTV. A assessoria do ministério explicou que a proposta do TeleTV, mostra que o grupo tem condições técnicas e financeiras de gerir a rede. O grupo também apresentou um certificado de regularidade emitido pelo INSS comprovando que as dívidas da Rede Manchete foram renegociadas. O decreto é publicado pelo Diário Oficial da União até dia 17 de maio, com a assinatura do então presidente da república Fernando Henrique Cardoso.

### Fase de transição

Logotipo utilizado durante a fase transitória entre a Manchete e a RedeTV!

Após a compra, a rede passou a transmitir o que restava da programação da agora extinta Rede Manchete sem nenhum tipo de identificação, passando a utilizar de maneira provisória o nome "TV!" alguns dias depois. Atrações que levavam o nome da antiga emissora tiveram os títulos alterados, como o Jornal da Manchete, que passou a se chamar Primeira Edição, e o Manchete Clip Show, que passou a se chamar apenas Clip Show. Aos poucos, as atrações remanescentes foram saindo do ar, ficando apenas o Clip Show e o Primeira Edição, além do Business, que continuou sendo exibido após a estreia da RedeTV!, alterando o nome para Show Business.
Durante esse período, os novos proprietários optaram por transferir a cabeça de rede do Rio de Janeiro para São Paulo. Como o prédio que a Manchete possuía no bairro do Limão havia ido a leilão para o pagamento das dívidas, foi cogitada a compra da antiga sede da TV Globo São Paulo, localizada na Praça Marechal Deodoro. No entanto, constatou-se que os antigos edifícios não comportariam os seus equipamentos modernos, e para isso, foi alugado um galpão no bairro de Alphaville, em Barueri, onde a rede funcionou em seus primeiros anos.
Em 23 de maio, durante entrevista para o programa Business, Amilcare Dallevo falou sobre os planos para a nova rede de televisão, adiantando dentre outros detalhes, que havia contratado a âgência de publicidade Fischer America para trabalhar em uma nova marca e um novo nome para a emissora, este último anunciado oficialmente em 28 de maio: RedeTV!. O novo nome passou a ser utilizado extraoficialmente a partir de 30 de maio, enquanto a programação transitória ia ao ar, estando presente também nas grades de programação dos jornais. No jornal Folha de S.Paulo, por exemplo, o nome RedeTV! foi veiculado pela primeira vez na grade do dia 5 de junho de 1999, se alternando com "Rede Manchete" nas edições seguintes, até a inauguração definitiva da rede. A nova rede estava prevista para estrear em agosto de 1999, porém após vários adiamentos, foi confirmada oficialmente para 15 de novembro, feriado da Proclamação da República.

### Cronologia

Logotipo da emissora entre 2015 e 2019

Na madrugada do dia 12 de novembro de 1999, a TV! encerrou a sua a programação para por no ar a seguinte mensagem: "Faltam 3 dias para a inauguração da nova rede de televisão brasileira", com um fundo verde e logomarca da RedeTV!, o tempo de contagem regressiva - com hora, minuto, segundo e milésimo de segundo - para a inauguração às 7h00 do dia 15, embora exibisse comerciais de programas a cada 15 ou 30 minutos da própria emissora. No dia 13 de novembro, a frase muda para: "Faltam 2 dias para a inauguração da nova rede de televisão brasileira". No dia 14 de novembro, a frase muda novamente para "Falta 1 dia para a inauguração da nova rede de televisão brasileira". Nos dias 14 e 15, aparecia o texto: "É hoje a inauguração da nova rede de televisão brasileira". Às 6 horas, 59 minutos e 32 segundos do dia 15 de novembro, sem nenhuma cerimônia e repentinamente, apareceu o comercial da série estadunidense Jeannie é um Gênio, com duração de 30 segundos, seguida de uma vinheta da RedeTV!. Desta forma foi inaugurada oficialmente a RedeTV!.
A programação de estreia da RedeTV! começou às 7h da manhã, como o telejornal Brasil TV!, que entre seus destaques, levou ao ar uma entrevista com o então presidente do Brasil, Fernando Henrique Cardoso. Logo em seguida, no feminino A Casa é Sua, a apresentadora Valéria Monteiro conversou com o ator Maurício Mattar e recebeu vários esotéricos, que avaliaram o astral da casa na qual o programa é gravado. Fernanda Lima no programa Interligado apresentou um making of do filme Corra, Lola, Corra e mostrou dicas sobre cyber cafés. À noite, no TV Fama, às 19h, Mariana Kupfer apresentou uma biografia de Pelé, entrevistou Walter Salles e Daniela Thomas e visita a cozinha do chef Emmanoel Bassoleil, do restaurante Roanne. Ainda, no Superpop, Adriane Galisteu estreou ao lado de Emerson Fittipaldi, Gretchen e o cantor Paulo Ricardo. Encerrando a programação da inauguração da emissora, no Te vi na TV, João Kléber interpretou um bem-humorado monólogo sobre a Proclamação da República. A audiência da estreia da RedeTV! na data de sua inauguração, oscilou entre um e dois pontos na maior parte do dia, tendo o filme Kramer vs. Kramer atingido picos de mais de quatro pontos, segundo o Ibope.
No começo, apostava em uma programação voltada para a classe A e com o tempo, foi popularizando a sua programação. A primeira grande polêmica na emissora foi em 2000 com a saída da então apresentadora do Superpop, Adriane Galisteu para a Record. Os donos da emissora acusaram o diretor geral e então namorado de Adriane, Rogério Gallo, de ter feito a negociação sem avisar a emissora, que acabou sofrendo um processo dos dois.
Na teledramaturgia, a emissora produziu os seriados Mano a Mano, Vila Maluca, Donas de Casa Desesperadas e exibiu as novelas estrangeiras Pedro, o Escamoso, Gata Selvagem e Paixões Ardentes. Apresentou os reality shows Apartamento das Modelos, GAS Sound, A Corrida Milionária e Dr. Hollywood. Foram destaques a exibição das séries Jeannie é um Gênio, A Feiticeira, Friends, Desperate Housewives, Dexter, Dallas, Andromeda e Star Trek.
Também o jornalista José Luiz Datena em 2002 trocou a RedeTV!, onde acabara de assumir o Repórter Cidadão, pela Record. A RedeTV! acionou Datena judicialmente e venceu. A Bandeirantes, atual contratante do jornalista, pagou a dívida em 2011.
Um dos grandes sucessos da emissora foi a novela colombiana Betty, a Feia, exibida em 2002 e que conquistou o segundo lugar de audiência. Em 2004, a RedeTV! tirou do ar o seriado Friends da programação por sua baixíssima audiência e baixo custo-benefício, sendo altamente elevado o custo de um episódio para a emissora, além disso, o SBT conseguiu os direitos da série após uma parceria exclusiva com a Warner Bros. Destacaram-se também o programa Tarde Quente, do humorista João Kleber, que acabou saindo da emissora em 2005 devido a proibição dos mesmos pelo Ministério Público, fazendo a emissora ser punida com o seu sinal cortado. Até fevereiro de 2012, o maior sucesso da RedeTV! era o humorístico Pânico na TV, no ar desde 2003 e que conquistava bons índices de audiência para a emissora nas noites de domingo, com reprises nas noites de sexta.
Em 12 de setembro de 2009, a RedeTV! mudou-se de Barueri para a sua nova sede, o Centro de Televisão Digital (CTD), em Osasco. O novo espaço foi inaugurado oficialmente em 13 de novembro, com uma grande festa que contou com a participação de políticos, empresários e artistas como Luciana Gimenez, Íris Stefanelli e Supla, além do presidente Luiz Inácio Lula da Silva.
Em 2011, a RedeTV! venceu a licitação do Clube dos 13 pelos direitos de transmissão em TV aberta do Campeonato Brasileiro entre 2012 e 2014 por três anos da principal competição do futebol nacional. Um acordo entre a Rede Globo e a RedeTV! chegou a ser aceito, mas a emissora carioca desistiu e o contrato com a CBF para a transmissão da Série A foi anulado, devido a um acordo da Rede Globo com a maioria dos clubes da competição, considerado mais vantajoso e vários times ignoraram o resultado da licitação. A RedeTV! chegou a dizer que transmitiria o Brasileirão de 2012. Por este acordo da RedeTV! com o Clube dos 13, em represália, a Globo tirou a Série B, que era exibido havia sete anos, e o Clube dos 13 notificou a RedeTV! que o contrato a ser seguido será o da Globo.
A emissora também fez parte do consórcio de veículos que investigaram o caso Panama Papers. Dos veículos brasileiros, ao lado da RedeTV!, o portal UOL e o jornal O Estado de S. Paulo também fizeram parte do consórcio. Um especial jornalístico sobre o Panama Papers foi exibido pela emissora.
No esporte, transmitiu Copa do Brasil, Campeonato Brasileiro de Futebol - Série B, Campeonato Paulista de Futebol, Campeonato Paulista de Futebol - Série A2, Copa Paulista de Futebol, Copa São Paulo de Futebol Júnior, Liga dos Campeões da UEFA, Liga Europa, Campeonato Italiano de Futebol, Premier League, Copa Audi, Eusébio Cup, Fórmula Mundial, Mercedes-Benz Challenge, Campeonato Brasileiro de Turismo, NASCAR, UFC, X Games, Arena Cross, XFC, Supercopa de Fut7, Superliga de Vôlei, Sul-Americano de Rugby, NBB, Campeonato Paulista de Basquete e a primeira partida de um jogo da NBA Global Games Rio 2013. Em 2019 passa a transmitir a Copa Sul-Americana e o Campeonato Italiano de Futebol, em 2022, passa a transmitir o Super Bowl e a LBFF na tv aberta, e em 2023, passa a transmitir a Bundesliga, em conjunto com a TV Cultura.
Além da alta definição, a emissora transmitiu em tecnologia 3D a partir de 23 de maio de 2010, tendo sido a primeira emissora aberta brasileira a transmitir neste formato. Keila Jimenez, do Estado de S.Paulo criticou a decisão da emissora: "[A] RedeTV! lança 3D sem saber para quem (...) O curioso é que a novidade, que será estendida para toda a programação da emissora, ainda não tem público (...) os televisores em 3D tiveram sua venda atrasada no Brasil." Segundo o superintendente de operação da emissora, Kalled Adib, "Nunca houve uma transmissão de TV aberta terrestre (...) As outras experiências foram no cabo ou satélite." Em 2015, o sinal 3D foi desativado devido à baixa adesão do público a esta tecnologia.
Realizou um importante processo de internacionalização, quando no dia 1º de dezembro de 2010, a emissora lançou seu sinal na França, exibindo sua programação para Paris e outros territórios franceses. Com o canal veio a promessa da criação de um programação para os brasileiros que vivem na França e também a criação de legendas em francês para seus programas terem acesso ao público francês. O público alvo são 421 mil assinantes da empresa multinacional de TV a cabo anglo-francesa Orange. A meta da emissora é atingir o público de 150 países, os próximos territórios que a RedeTV! irá iniciar suas transmissões serão os países da Comunidade dos Países de Língua Portuguesa, são eles respectivamente Angola, Cabo Verde, Guiné-Bissau, Moçambique, Portugal, São Tomé e Príncipe e o Timor-Leste.
Em dezembro de 2019, a RedeTV! formou parceria com a TV A Crítica para colocar em sua programação o apresentador Sikêra Júnior. Em janeiro de 2020 estreou o Alerta Nacional, que em seus primeiros meses de exibição atingiu altíssimos índices de audiência, chegando a disputar o terceiro lugar na Grande São Paulo, o que tornou o apresentador em um dos principais nomes da rede. Até que em abril de 2020, Sikêra contraiu a COVID-19 e teve que ser substituído por repórteres da emissora amazonense. O apresentador titular retornou no mês seguinte ao noticiário. No entanto, vem registrando números menos expressivos no ibope.

## Emissoras

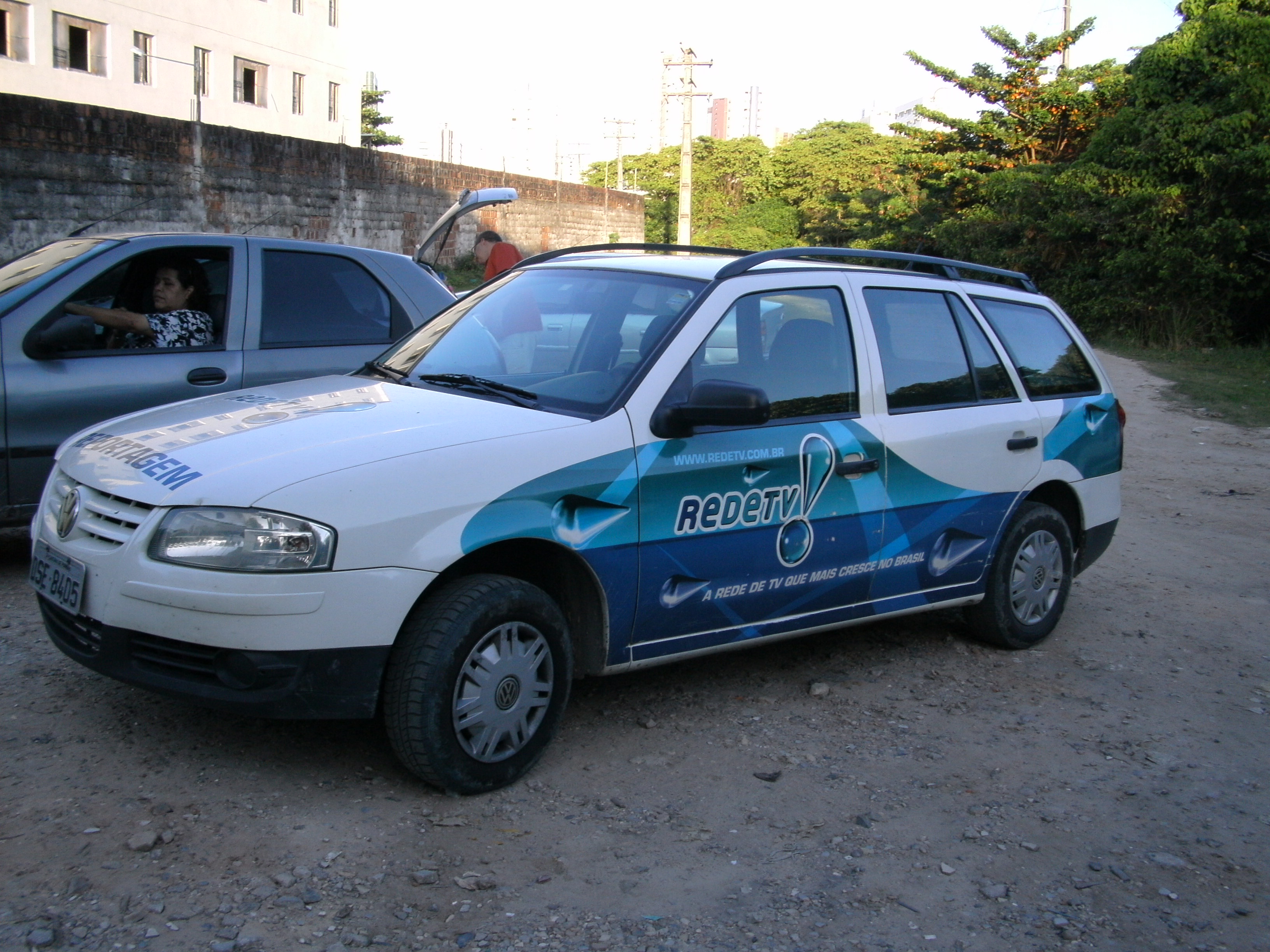
Veículo de reportagem da RedeTV! Recife.

A cobertura da RedeTV! conta com cinco emissoras próprias (RedeTV! São Paulo, RedeTV! Rio de Janeiro, RedeTV! Belo Horizonte, RedeTV! Recife e RedeTV! Fortaleza) sendo a 5ª maior rede de TV do Brasil. O Estado de Minas Gerais tem a maior cobertura geográfica da RedeTV! no Brasil, com 234 municípios. Enquanto no Ceará a RedeTV! é transmitida em apenas 10 municípios, 6 na Região Metropolitana de Fortaleza, além de Juazeiro do Norte (retransmissora de Crato), Crato, Araripe e Aracati.
Em toda sua existência a rede nunca conseguiu afiliada em Salvador, capital do estado da Bahia, e nem mesmo em outras cidades baianas. Em 1997, dois anos depois da perda da TV Aratu (na época da Rede Manchete), a Manchete entrou no ar através do canal 18 até a extinção, a transição e a criação da RedeTV! em 1999, transformando-se em uma mera retransmissora. Ficou no ar por 10 anos, quando no dia 17 de novembro de 2009, entrou no ar a CNT Bahia emissora própria da CNT, que outrora era ocupado provisoriamente pela RedeTV!. No início de dezembro de 2009, a RedeTV! voltou na capital baiana pelo canal 59 UHF, porém, com o sinal extremamente fraco de apenas 1 kW de potência.
Em 1º de junho de 2008, a TV Brasília dos grupos Diários Associados e da Paulo Octávio  voltou a ser afiliada da RedeTV!, após cinco anos transmitindo a programação da Rede 21. A emissora já havia transmitido a programação da RedeTV! em sinal aberto na capital federal (Brasília) desde de seu início até junho de 2003. E por conta do fim da afiliação, o telejornal matinal Notícias do Brasil, que era gerada pela TV Brasília deixou de ser transmitido, e a TV União Brasília passa a se responsabilizar pelas matérias políticas e retransmissão para a capital federal.
A RedeTV! inaugurou o seu sinal em Palmas no dia 10 de outubro de 2009, pelo canal 53 UHF, através da Rede Tocantins de Televisão (hoje extinta). No dia 1 de dezembro de 2010, entra no ar uma retransmissora em Campo Grande, que meses depois passa a retransmitir a Rede 21. Com isso, 25 estados da federação passam a receber as imagens da RedeTV! por intermédio de emissoras locais, mas capitais como Campo Grande, Aracaju e Maceió continuam fora da área de cobertura. Estas cidades só podem sintonizar a emissora através de televisão via satélite ou a cabo. A cidade de Cuiabá ficou sem cobertura da RedeTV!, devido à desfiliação da TV Cuiabá, que se mudou para a Rede Brasil, passando a RedeTV! a ser sintonizada somente por meio de uma operadora de televisão via satélite ou a cabo na cidade.
Em 6 de agosto de 2013 a RedeTV! Tangará que era uma retransmissora da rede se torna minigeradora, passando a exibir programação local e anúncios publicitários. Em 2016, entra no ar TV Graciosa transmitindo à RedeTV! em Palmas, até no começo de 2017 quando passou ser afiliada à Cultura.
Em 2017, voltou à investir em Salvador e ativou seu sinal digital pelo canal 22 UHF (22.1 Virtual), com uma potência maior que seu antigo sinal analógico, no qual foi desligado. Em 27 de fevereiro de 2017, perdeu a cobertura em Natal, uma vez que a TV Feliz (antiga RedeTV! RN), agora de propriedade da Comunidade Cristã Paz e Vida deixou de ser afiliada da rede e passou a ser independente gerando programação de cunho evangélico. No dia 27 de setembro do mesmo ano a RedeTV! inaugurou sua nova sucursal em Brasília, que faz parte do processo de expansão da emissora. No dia 18 de maio de 2018 a RedeTV! ganhou uma nova afiliada em Teresina, através da O Dia TV.

## Programas
A maior parte das atrações da emissora foram compostas por programas de entretenimento, com diversos gêneros de programas, entre eles estão: humorísticos, talk shows, jornalísticos e esportivos.

## Controvérsias

### Atraso de salários
Em 1999, a emissora deixou de pagar salários dos antigos funcionários da TV Manchete, que então decidiram, em assembleia realizada em 7 de dezembro de 1999, declarar estado de greve. Eles alegaram que a nova emissora deveria pagar aos funcionários os salários de novembro, a primeira parcela do 13º salário e a sétima parcela dos salários atrasados da Manchete. Marcelo de Carvalho disse que uma liminar obtida por Pedro Jack Kapeller, o "Jaquito", presidente do Grupo Bloch, que controlava a TV Manchete, exigia que a TV Ômega, razão social da RedeTV!, pagasse dívidas da Manchete. "Temo que ele arreste os salários", afirma Carvalho. Em 2 de junho de 2000, pelo menos 50 homens que foram funcionários da Manchete do Rio de Janeiro e São Paulo invadiram a retransmissora da RedeTV! na avenida Sumaré, expulsaram os seguranças e a tiraram do ar, apenas o áudio da programação ficou mantido, e no início daquela noite, as imagens colocadas eram mensagens de repúdio ao atraso no pagamento de dívidas trabalhistas. Um dos cartazes dizia: "S.O.S Rede Manchete/RedeTV!. Amílcare Dallevo, pague sua dívida trabalhista!". A RedeTV! não quis se pronunciar e a Polícia Militar acompanhou a ação fora do edifício e não chegou a agir. Em 2012, no entanto, a 9ª Vara Cível do Tribunal de Justiça do Rio de Janeiro decidiu, em segunda instância, que a emissora paulista não era herdeira das responsabilidades da Rede Manchete, podendo, ainda, a parte autora recorrer da decisão em Brasília, no STJ e no STF.
As produtoras Jotaeme Produções de Vídeo, D2 Videoproduções e BRC Produções Audiovisuais também acusaram a RedeTV! de calote. Entre os dias 8 e 10 de dezembro de 1999, as três empresas foram até os estúdios da RedeTV! nos bairros de Vila Leopoldina e Alphaville e retiraram os equipamentos, uma unidade móvel digital com cinco câmeras, outras nove câmeras de estúdio, três monitores e dois aparelhos de videotape, que haviam sido alugados para montar no Morumbi a estrutura do programa A Casa É Sua. A sócia e diretora da Joetame declarou: "Nós retiramos o material porque a RedeTV! simplesmente não deu qualquer satisfação, não disse quando poderia pagar. Entramos em uma roubada". O vice-presidente da emissora, Marcelo de Carvalho, disse que os fornecedores fazem parte de "uma máfia que ajudou a afundar a Manchete". Rita de Cássia, da Jotaeme, rebateu: "Nunca prestamos serviços à Manchete. Nossa unidade móvel é digital, é top. Na tabela, custa 15 mil reais por dia". Marcelo de Carvalho negou dificuldades financeiras.
Em 2006, RedeTV! demitiu 80 funcionários, tirou do ar o Programa do Jacaré e a Vila Maluca e dispensou as equipes de jornalismo e da área de esportes. A partir de 2011 a emissora passou a enfrentar uma grave crise financeira, resultando em atraso dos salários dos funcionários, venda de horários da programação, reclamações, greves e demissões chegando a pagar os salários. Em janeiro de 2012, a jornalista Rita Lisauskas foi demitida após reclamar publicamente do atraso de salário de funcionários no Facebook. Em março de 2012, os humoristas do Pânico na TV trocaram a RedeTV! pela Rede Bandeirantes, entre os motivos da saída, estavam os salários atrasados, também em março, a emissora anuncia a demissão de 200 funcionários o que representa 30% da sua folha de pagamento, na lista aparecem nomes do jornalismo esportivo como os narradores Luiz Alfredo e Otávio Muniz, além das comentaristas Marília Ruiz e Juliana Cabral, enquanto Monique Evans saiu sem receber e Cláudia Barthel, que chegou a entrar na lista de funcionários dispensados sem pagamento mas teve seu contrato com a emissora renegociado.
Em de fevereiro de 2013, ex-funcionários da RedeTV! criaram uma página no Facebook reclamando da falta de pagamentos. A emissora também atrasou os pagamentos ao Ibope. Em resposta, o presidente Amilcare Dallevo afirmou que os salários foram pagos, já o vice-presidente Marcelo de Carvalho responsabilizou a Rede Globo e a crise financeira mundial que resultaram na perda dos direitos do Brasileirão e do UFC, a RedeTV! teve cancelados contratos comerciais.
Em 25 de julho de 2013, o Sindicato dos Trabalhadores em Empresas de Radiodifusão e Televisão no Estado de São Paulo enviou uma carta para o governo federal onde acusava a emissora de lesionar seus funcionários. Segundo o sindicato,  a RedeTV! não repassava os valores do INSS aos cofres da Previdência Social e nem o FGTS de seus empregados, assim como não pagava a rescisão de contrato a funcionários demitidos e se apropriava dos valores descontados em folha de pagamento, que deveriam ser repassados à entidade sindical. O documento pedia a cassação da concessão da RedeTV!. A RedeTV! negou todas as acusações. Na época, o Ministro das Comunicações, Paulo Bernardo, classificou como grave as denúncias, mas diz não ter recebido a carta e ainda afirmou não saber se compete a ele cassar a concessão.
Um dos ex funcionários da RedeTV!, o jornalista Berto Filho, conseguiu na Justiça o bloqueio da verba publicitária da Bombril, patrocinadora do Mega Senha e apresentado pelo vice-presidente da emissora, Marcelo de Carvalho, para o pagamento de salários tanto na época em que trabalhava na Rede Manchete e posteriormente na RedeTV!, entre 1998 e 1999. Em nota, o jornalista também encorajou outros colegas que foram prejudicados a entrar com a mesma ação.
Em julho de 2012, quando Hebe Camargo ficou internada num hospital da cidade de São Paulo, ela teve a ideia de ligar para Carlos Nascimento, jornalista e apresentador do SBT. Na ligação, ela disse que queria votar para o reality show O Maior Brasileiro de Todos os Tempos. Durante a conversa, Hebe também falou sobre o seu estado de saúde, elogiou o ex-patrão Silvio Santos e criticou a atual emissora: "Eu queria dizer que Silvio Santos trata muito bem todos os seus funcionários, e jamais atrasou os pagamentos deles."
Em agosto de 2021, os funcionários do jornalismo, apoiados pelo sindicato da categoria, entraram em greve devido ao não reajuste de salário, causando transtornos ao departamento da emissora.

### Pânico na TV

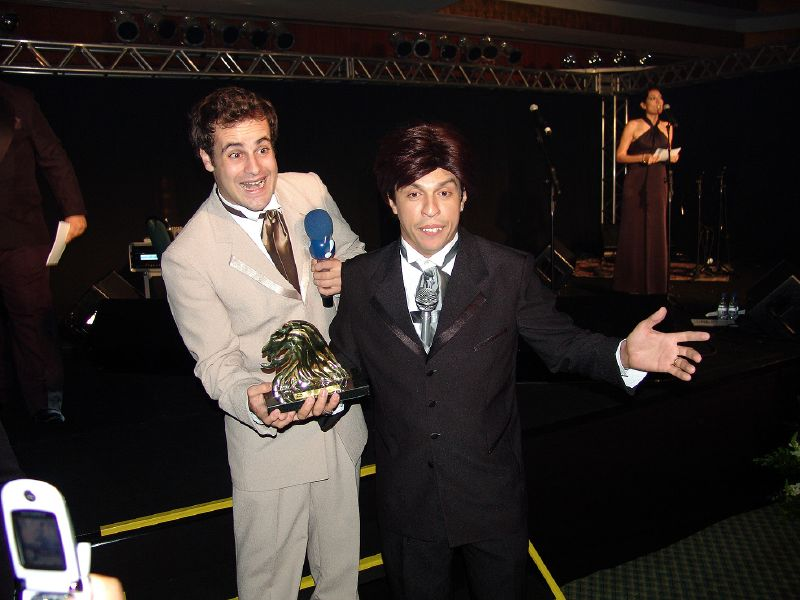
Rodrigo Scarpa e Wellington Muniz como os personagens "Vesgo" e "Sílvio", a dupla principal do extinto programa Pânico na TV.

Ao deixarem a RedeTV! pela Band em 2012, o Pânico na TV deixou cerca de 20 ações na justiça para a emissora resolver, processos estes movidos por diversas pessoas que se sentiram ofendidas pelas brincadeiras feitas pelo humorístico. São os casos de Luana Piovani, Dado Dolabella, Carolina Dieckmann, Preta Gil, Mariana Kupfer, Zezé Di Camargo & Luciano, Sasha Meneghel. Em 2010, a Rede Globo entrou com uma ação pela invasão do Pânico aos estúdios do Big Brother Brasil 10.
Posteriormente, tanto o programa Pânico na TV quanto a RedeTV! entraram na justiça com processos um contra o outro: o humorístico exigindo pagamentos atrasados, enquanto os donos da emissora moveram processos por difamação e prejuízo causados pelo quadro "Tchecas do Pânico". A confusão começou quando foi revelado que duas modelos contratadas pelo programa para se passarem por tchecas, na verdade eram garotas-propaganda de uma nova marca de cerveja, a marca Proibida. Enganado, o "Pânico" se envolveu na campanha de marca concorrente de sua patrocinadora, a Ambev, que cobrou uma multa da RedeTV!.

### Lista de "vetados"
Na RedeTV!, existe uma regra que deve ser seguida pelos funcionários da emissora de uma lista de nomes proibidos de serem citados na rede, onde são incluídos os artistas, jornalistas e personalidades diversas que tiveram problemas judiciais com o canal ou trocaram de emissora, indo para os canais concorrentes. Consultado sobre a famosa lista, o vice-presidente da emissora Marcelo de Carvalho esclareceu o porquê do veto: "Toda e qualquer pessoa, artista, personalidade etc. que tenha uma questão jurídica contra a empresa está vetada. Acho, inclusive, o máximo de hipocrisia o sujeito acionar uma emissora porque teoricamente se sente 'ofendido', por exemplo, por uma gozação de um programa de humor e, quando há uma festa, vai correndo atrás das câmeras e dos microfones da mesma emissora. Acionou, está vetado. E se por engano for gravado, mando cortar na edição".
Entre os nomes divulgados pela emissora e seus motivos de veto são: todos do extinto Pânico na TV, menos a Sabrina Sato, Marcelo Rezende (apresentou o Repórter Cidadão e deixou a emissora em 2004), Carolina Dieckmann (processou a emissora em razão do quadro
sandálias da humildade), Preta Gil (processou a emissora em razão de uma brincadeira do Pânico na TV), Roberto Avallone (apresentou o Bola na Rede e saiu da emissora em 2005), Xororó (processou por ter a sua honra ofendida no programa Canal Aberto), a família da dupla Zezé Di Camargo & Luciano (por razão de uma sátira de 2 Filhos de Francisco pelo Pânico na TV), Mariana Kupfer (apresentou o TV Fama e processou a emissora por danos morais por ter se sentido ofendida pelo programa Pânico na TV!), Luana Piovani (processou a emissora em razão do quadro sandálias da humildade), Chrystian da dupla com Ralf, Hugo Gross, e Sasha Meneghel, filha da Xuxa (ação feita pela apresentadora por conta de uma brincadeira do Pânico na TV). Além das pessoas famosas que se sentiram ofendidas e processaram a emissora e dos apresentadores e jornalistas que deixaram o canal, na lista também constam nomes como Claudete Troiano, Florestan Fernandes Jr., Denise Campos de Toledo, Alexandre Garcia, Paulo Roberto Falcão e sua esposa Cristina Ranzolin, e Mona Dorf, que trabalharam na extinta Rede Manchete e processaram a antiga emissora falida em 1999.
Em algumas ocasiões, ocorreram problemas por conta de funcionários da emissora quebrarem a regra da lista, são exemplos, Luana Piovani, que teve sua entrevista para Amaury Júnior vetada após a mesma processar a emissora. A equipe do Saturday Night Live gravou uma paródia sobre as fotos nuas da atriz Carolina Dieckmann, a equipe soube depois que a paródia não iria ao ar de jeito nenhum. Cada vez que descumpre a ordem, o canal deve pagar 50 mil reais à atriz. No TV Fama, ao vivo, Nelson Rubens perguntou se o Latino tinha reatado casamento com a Rayanne Morais. Na RedeTV! é terminantemente proibido falar no nome do Latino, porque ele processou a casa por quebra de contrato quando tinha um programa na emissora. Pelo telefone, o apresentador recebeu reclamações da diretoria. Também a nutricionista Ruth Lemos, vetada pela emissora, terminou por aparecer em seu famoso vídeo em uma atração da casa. Ex contratados também são regra, Cristina Lyra teve sua imagem borrada quando foi exibida numa foto durante entrevista de Flávia Noronha para Daniela Albuquerque no programa Sensacional. Andréia Sorvetão também é vetada e criticou a emissora quando participou de A Fazenda 7.
Em dezembro de 2016, Xuxa Meneghel, Adriane Galisteu (ex-apresentadora do Superpop, deixou a emissora em 2000) e José Luiz Datena (ex-apresentador do Repórter Cidadão, saiu do canal em 2002) deixaram de fazer parte da lista e novos nomes também entraram na lista de vetados: Ricardo Macchi, Jorge Kajuru (ex-apresentador do Bola na Rede e atualmente senador pelo estado de Goiás), Lizi Benites (foi panicat até 2010), Rodrigo Sant'Anna, Rebeca Gusmão, além dos novos integrantes do Pânico. No final de 2019, o jornalista Leo Dias se transfere para a RedeTV, onde irá dirigir o programa TV Fama em 2020, e como condição, pediu o fim da lista de artistas proibidos ao proprietário da emissora, Amilcare Dallevo, o que foi aceito.

### Direitos autorais
Na coluna de 3 de julho de 2013 no site da revista Veja, o jornalista Lauro Jardim noticiou que o Escritório Central de Arrecadação e Distribuição, o ECAD, cobra na 31ª Vara Cível do Rio de Janeiro cerca de 120 milhões de reais relativo ao pagamento de direitos autorais das músicas executadas na programação da emissora. A RedeTV! discorda do valor cobrado. Em 2017 o Escritório Central de Arrecadação e Distribuição (Ecad), entidade responsável por administrar direitos de músicos, venceu a RedeTV! em ação na Justiça por direitos autorais de composições usadas nas programações transmitidas na internet. Os ministros do Superior Tribunal de Justiça (STJ) ordenaram que a emissora pague à entidade 7,5% das receitas de assinatura e de publicidade obtidas a partir da comercialização de espaços publicitários em seu portal na internet. O Ecad celebrou a segunda decisão favorável ao órgão: “A classe artística musical começou 2017 com o pé direito e agora tem mais motivos para comemorar”.

### Caso Coca-Cola vs. Dolly
A Dolly acusou a Coca-Cola de praticar dumping com seu guaraná Simba, de fazer pressão a fornecedores para que eles não negociassem com a Dolly, de sonegação fiscal e de divulgar um e-mail falso sobre alegados danos à saúde provocados pelos refrigerantes Dolly. As acusações se baseavam essencialmente em declarações do ex-diretor da Spal-Panamco, Luiz Eduardo Capistrano Amaral, que teve gravadas uma série de conversas com Laerte Codonho sem seu conhecimento. Nos vídeos, Capistrano admite que "a missão era tirar você (Dolly) do mercado", e quando questionado sobre se o e-mail afirmando que a Dolly causava câncer foi usado pela área de vendas da Coca-Cola, este responde: "Pôxa, caramba, isso é mais ou menos óbvio". Laerte Codonho afirmou ainda que durante a conversa Capistrano lhe terá dito: "É melhor vender (a Dolly) agora, enquanto ainda vale alguma coisa". Os vídeos foram amplamente divulgados no programa "100% Brasil", exibido em 2003 pela RedeTV!. Para além de ter entrado com um pedido de investigação contra a Coca-Cola na Secretaria de Direito Econômico (SDE) e com uma ação judicial de reparação de danos contra a Coca-Cola e a Spal-Panamco, a Dolly procurou ainda levar o assunto à Comissão de Defesa do Consumidor da Câmara dos Deputados do Brasil, o que mereceu uma forte reação por parte dos representantes da Coca-Cola, que acusaram Codonho de chantagem e de querer desviar a ótica para o campo político. A Coca-Cola entrou igualmente com duas ações judiciais de reparação de danos por difamação contra a Ragi Referigerantes e a Dettal Participações, empresas vinculadas à marca Dolly, bem como contra Laerte Codonho e a RedeTV!.

### João Kléber
O programa Eu Vi na TV era comandado pelo humorista João Kléber e reunia esquetes de humor, pegadinhas e o quadro Teste de Fidelidade no qual a fidelidade do parceiro era testada. O programa saiu do ar após a demissão do humorista, resultado de várias ações judiciais que a RedeTV! havia sofrido por conta de quadros polêmicos do apresentador e de pegadinhas que teriam ridicularizado homossexuais em seus programas na emissora (Eu Vi na TV e Tarde Quente). Em 14 de novembro de 2005, por uma decisão judicial, o sinal do canal 9 VHF de São Paulo foi desligado às 21 horas — 10 minutos depois do horário político — e a RedeTV! ficou por mais de 25 horas fora do ar. A medida foi tomada porque a emissora descumpriu uma ordem judicial onde ela era obrigada a exibir um programa educativo produzido pelo Ministério Público e por ONGs, no lugar do Tarde Quente intitulado Direitos de Resposta.
A atriz e modelo Priscila Vilela, que participou do programa Teste de Fidelidade em 14 de julho de 2013, publicou no dia 4 de agosto um vídeo no YouTube com acusações à emissora. No vídeo, intitulado "Paga meu cachê, RedeTV!", ela fez um depoimento se dizendo vítima de calote da emissora, que não lhe teria pagado por um trabalho como "sedutora".

### Acusação de viés político
Escrevendo para o The Intercept Brasil, João Filho questionou o aumento da entrada de dinheiro público com viés político na RedeTV e outras emissoras nas quais os donos apareceram ao lado de Jair Bolsonaro. Antes do atual governo, era gasto mais dinheiro com propaganda nas emissoras a partir da audiência das mesmas, mas o método foi cancelado sem motivo. Tal fato entrou na análise do Repórteres Sem Fronteiras, que passou a reportar os ataques de Bolsonaro direcionados à imprensa.
Em 13 de março de 2020, após Irene Ravache e Miguel Falabella criticarem o governo Jair Bolsonaro durante uma entrevista concedida ao Programa Amaury Jr., a direção da emissora decidiu vetar a disponibilização do conteúdo da atração em seu site, em suas redes sociais e em outras plataformas digitais, como o YouTube.
Em 11 de novembro de 2022, após a Eleição presidencial no Brasil em 2022, que terminou com a vitória de Luiz Inácio Lula da Silva, o jornalista Luís Ernesto Lacombe, apresentador do RedeTV! News e do Agora com Lacombe, foi demitido da emissora, por ter tomado uma posição de apoio a Jair Bolsonaro, sendo substituído no RedeTV! News por Augusto Xavier, enquanto o seu outro programa foi extinto da grade..

### Desinformação sobre a pandemia
Segundo o balanço do Radar Aos Fatos de 26 de fevereiro de 2021, diversos veículos de comunicação, dentre eles a RedeTV!, ajudaram a impulsionar desinformação sobre a pandemia de Covid-19 ao publicar entrevistas com médicos no YouTube defendendo drogas sem eficiência comprovada ou com críticas ao uso de máscaras.

### Sikêra Júnior
Após um episódio onde o apresentador Sikêra Júnior disse falas preconceituosas contra a comunidade LGBT+ em seu programa, o que resultou em uma ação civil pública do MPF contra ele, foi ventilado na mídia que a RedeTV! estava "buscando brechas no contrato para demití-lo". No entanto, o boato não se confirmou e Sikêra, apesar do desgaste, segue no ar normalmente. Porém a repercussão negativa fez com que, ao todo, 37 empresas cancelassem ações publicitárias no Alerta Nacional.
Com a polêmica, o programa de Sikêra começou a perder audiência, chegando a registrar o famoso traço por toda a sua exibição, tendo dificuldades de atingir o teto de 1 ponto no final da tarde como antes, trazendo mais prejuízos ao canal. No dia 7 de abril de 2023, a RedeTV! decide rescindir o contrato, que valeria até 2027, com o apresentador, buscando se livrar da multa por quebra de contrato, que era estimada em R$17 milhões. O processo deu início a uma briga judicial entre Sikêra e a emissora.